# Lonlay-l'Abbaye
Lonlay-l'Abbaye är en kommun i departementet Orne i regionen Normandie i nordvästra Frankrike. Kommunen ligger i kantonen Domfront som tillhör arrondissementet Alençon. År 2022 hade Lonlay-l'Abbaye 1 118 invånare.

## Befolkningsutveckling
Antalet invånare i kommunen Lonlay-l'Abbaye
| Referens: INSEE |